# Марвежоль
Марвежо́ль (фр. Marvejols, окс. Maruèjols) — коммуна во Франции, находится в регионе Лангедок — Руссильон. Департамент — Лозер. Главный город кантона Марвежоль. Округ коммуны — Манд.

## География
Марвежоль находится на западе Лозера, посреди Центрального Массива. Через Марвежоль протекает река Колань.

## Население
Население коммуны на 2010 год составляло 5053 человека.
| 1962 | 1968 | 1975 | 1982 | 1990 | 1999 | 2010 |
| ---- | ---- | ---- | ---- | ---- | ---- | ---- |
| 3934 | 4490 | 5296 | 5573 | 5476 | 5504 | 5053 |

## История
Люди в Марвежоле поселились ещё во времена палеолита. В Монтроде, пригороде Марвежоля, имеется место археологических раскопок с дольменами эпохи неолита.
В XIV веке деревушку Марвежоль начали перестраивать под крепость.
В XVI веке в Марвежоле укрепил свои позиции протестантизм. Гугеноты составляли до четверти населения города. В 1586 году войско Анн де Жуайеза захватило Марвежоль и истребило гугенотов.
Генрих IV способствовал восстановлению города, в частности, освободил выживших жителей от уплаты налогов. К началу XVII века Марвежоль был восстановлен.
В XIX веке Марвежоль был центром текстильной промышленности.

## Современность
В Марвежоле расположена больница Ширюржикаль дю Жеводан.
В Марвежоле действует кожевенный завод.
В городе уже двадцать лет расположена окситанская культурная организация Espoir Oc.

## Достопримечательности
Основные достопримечательности Марвежоля — древние городские ворота Суберан, Шанель и Терон XIV века.
В Марвежоле действует соборная церковь Нотр-Дам-де-ла-Карс, построенная в конце XIII века.
Своеобразным центром Марвежоля является площадь Корделье. На этой площади находится, в частности, бар A La Bête du Gévaudan.
Жители Марвежоля установили королю Генриху IV в благодарность за помощь в восстановлении города в XVII веке.

## Галерея

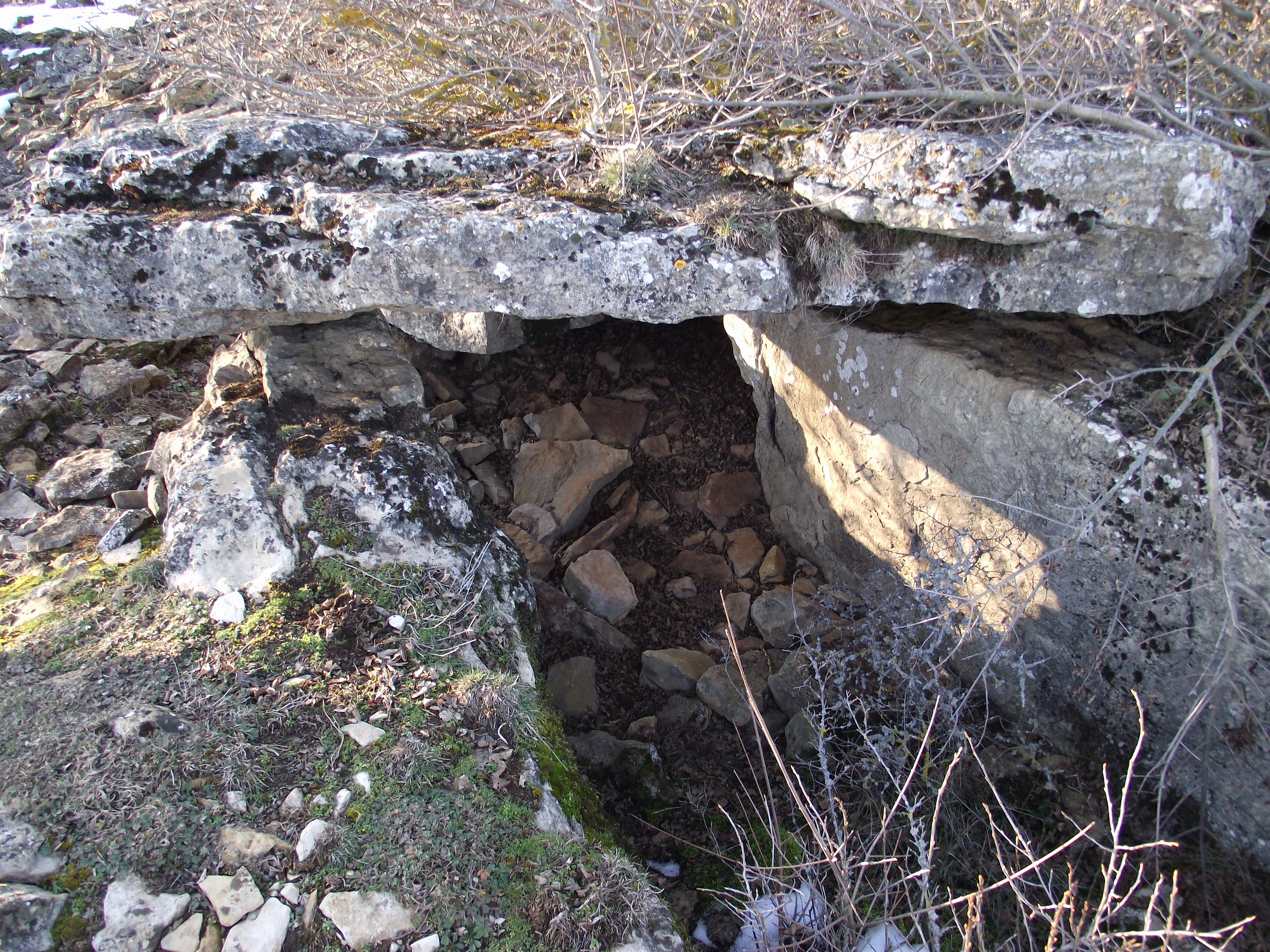
Дольмен Валаду
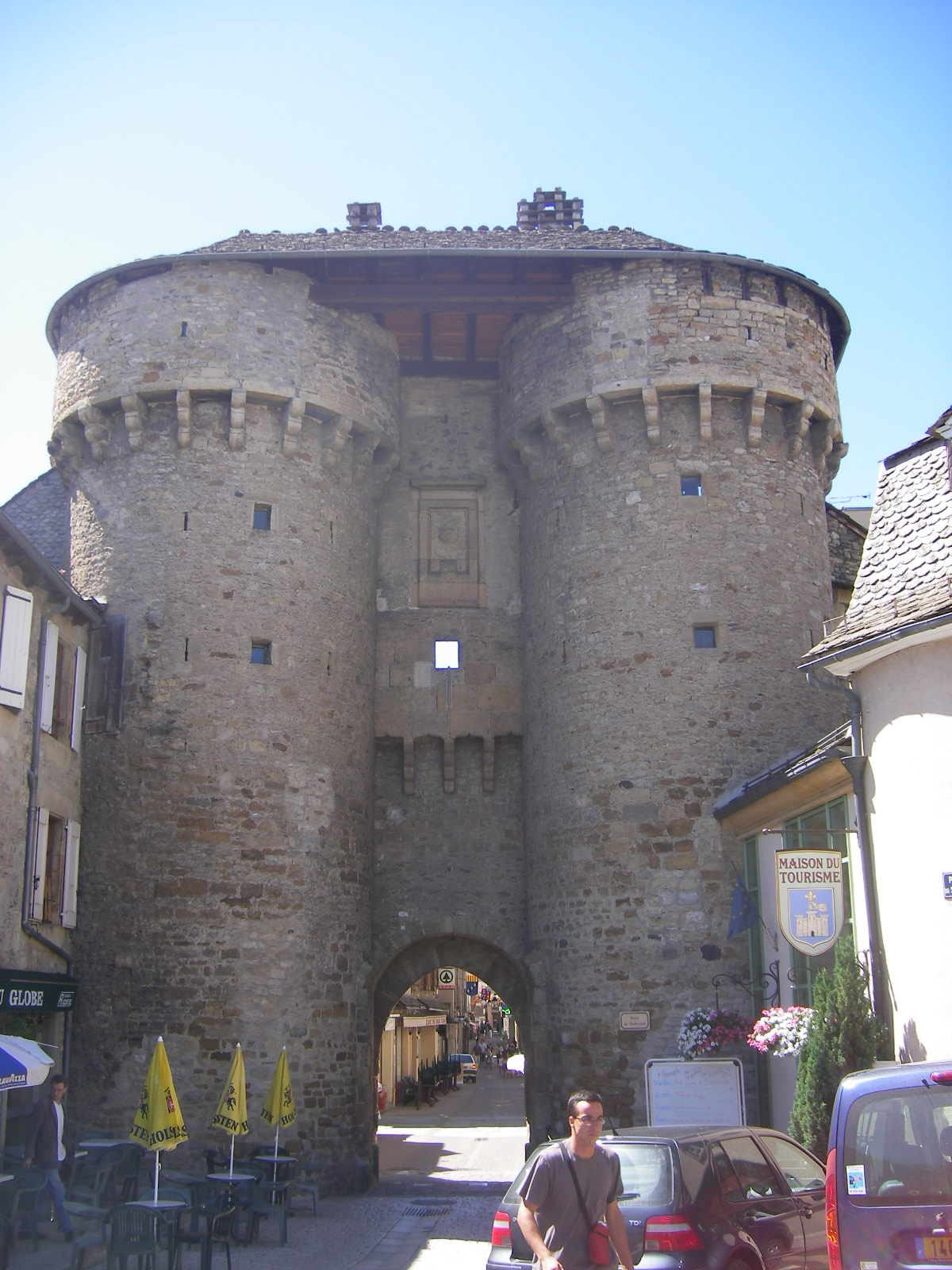
Городские ворота Соберан
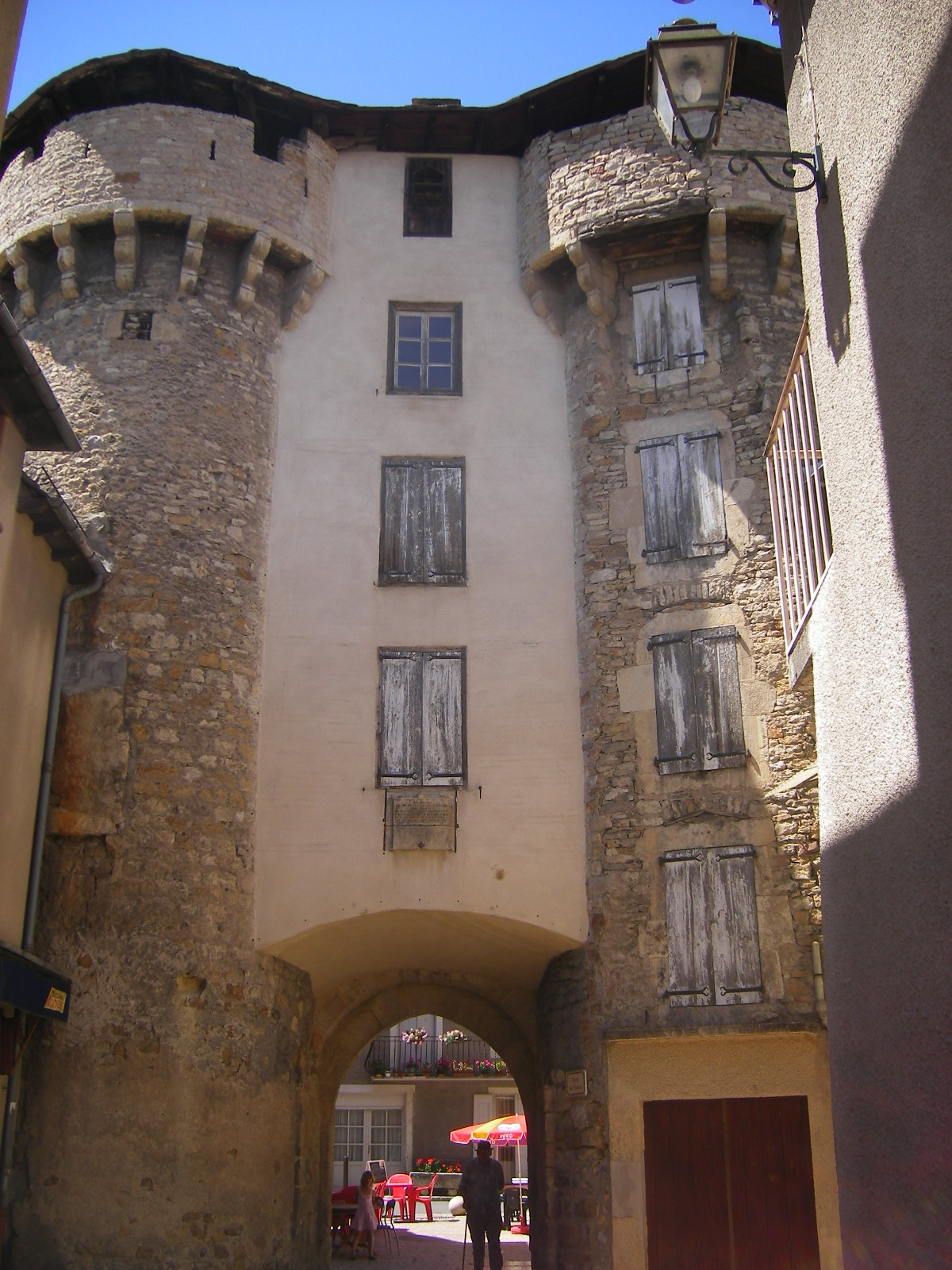
Городские ворота Терон
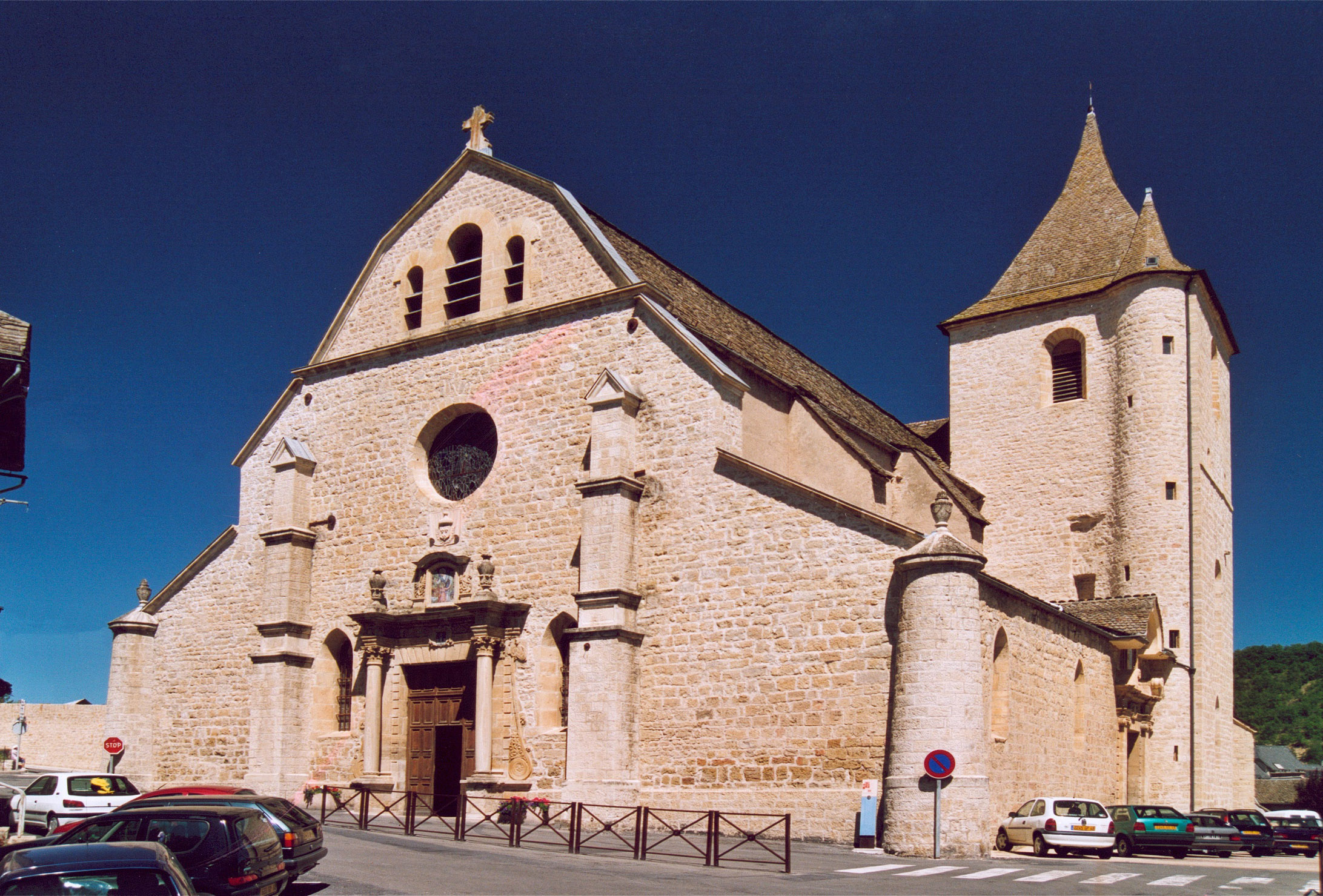
Собор Нотр-Дам-де-ла-Карс
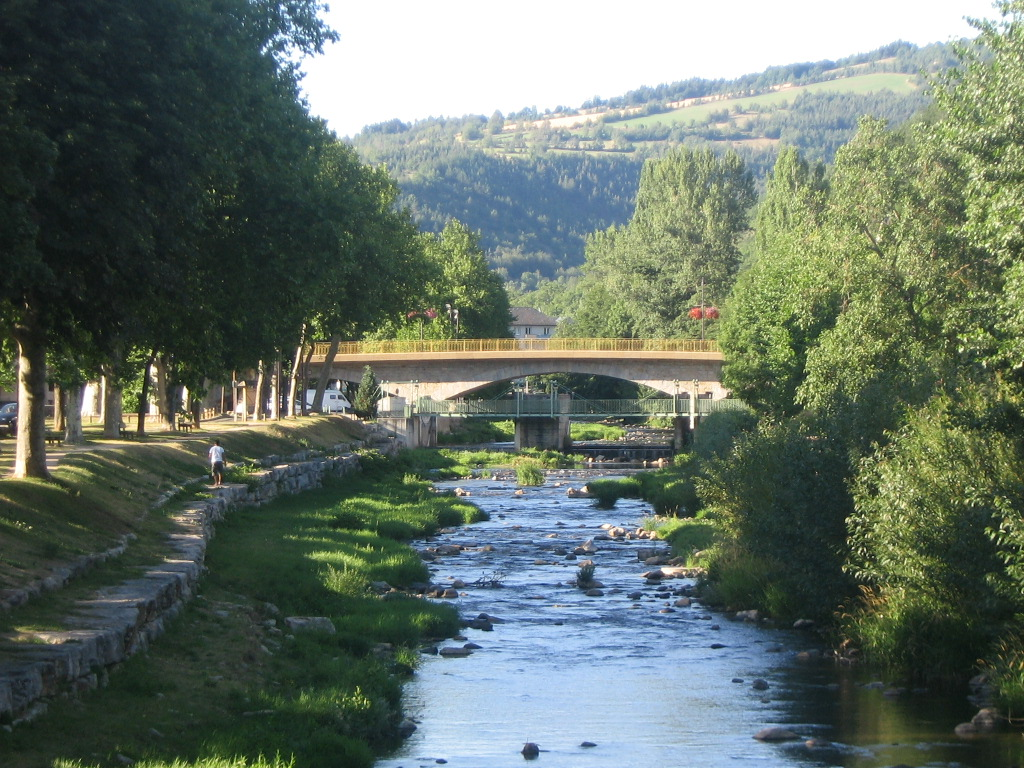
Река Колань
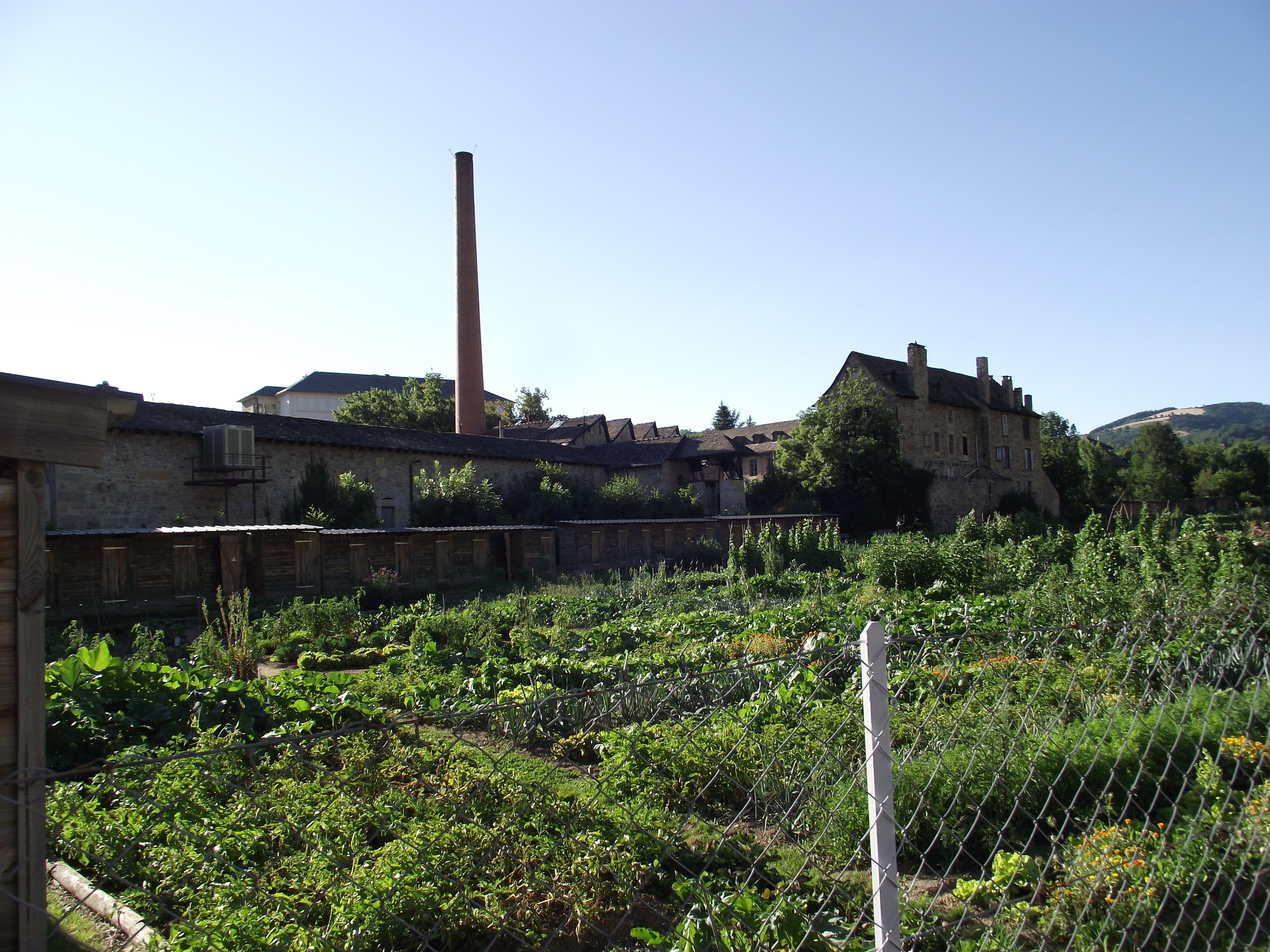
Бывшая текстильная фабрика
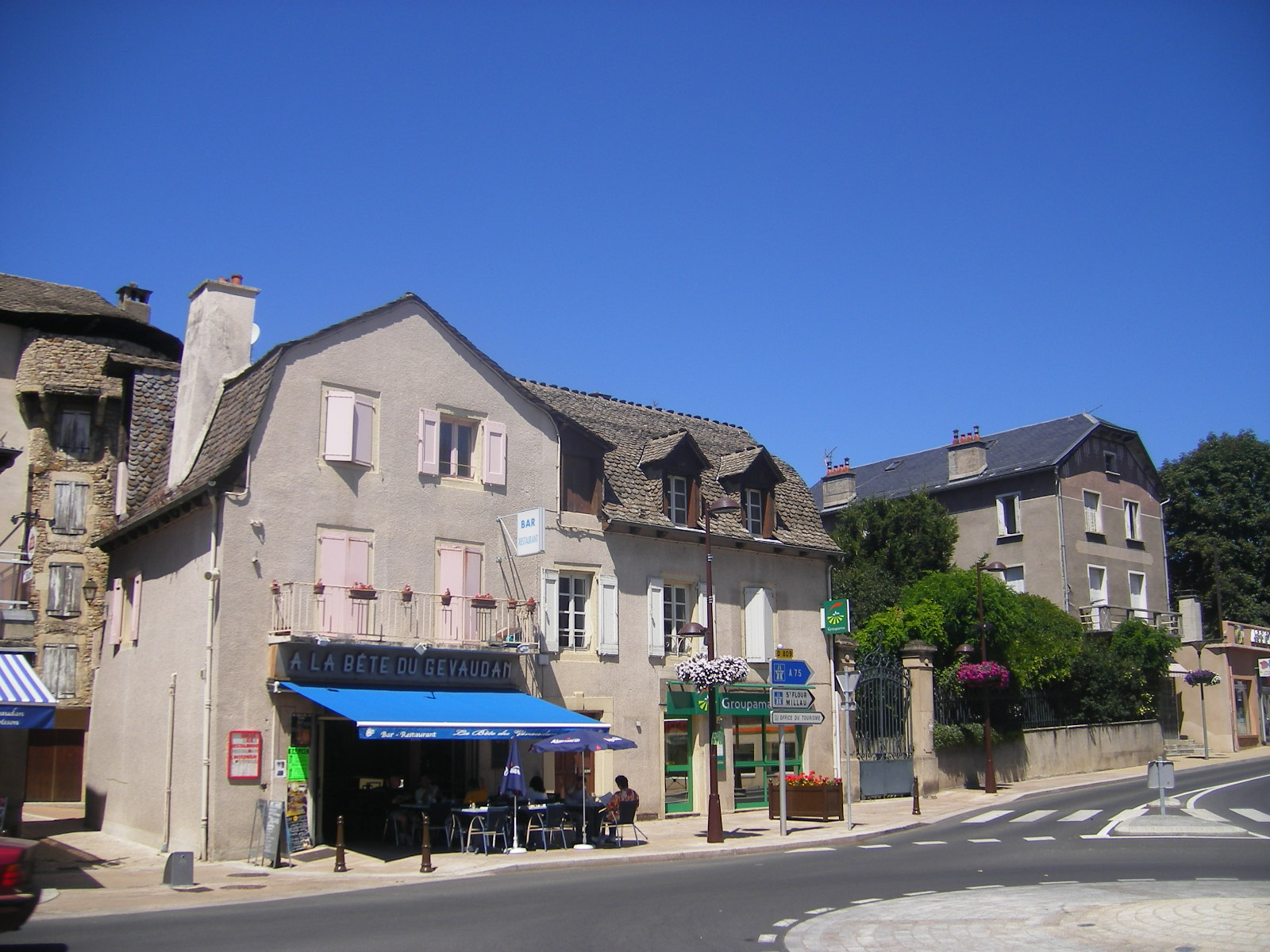
Бар
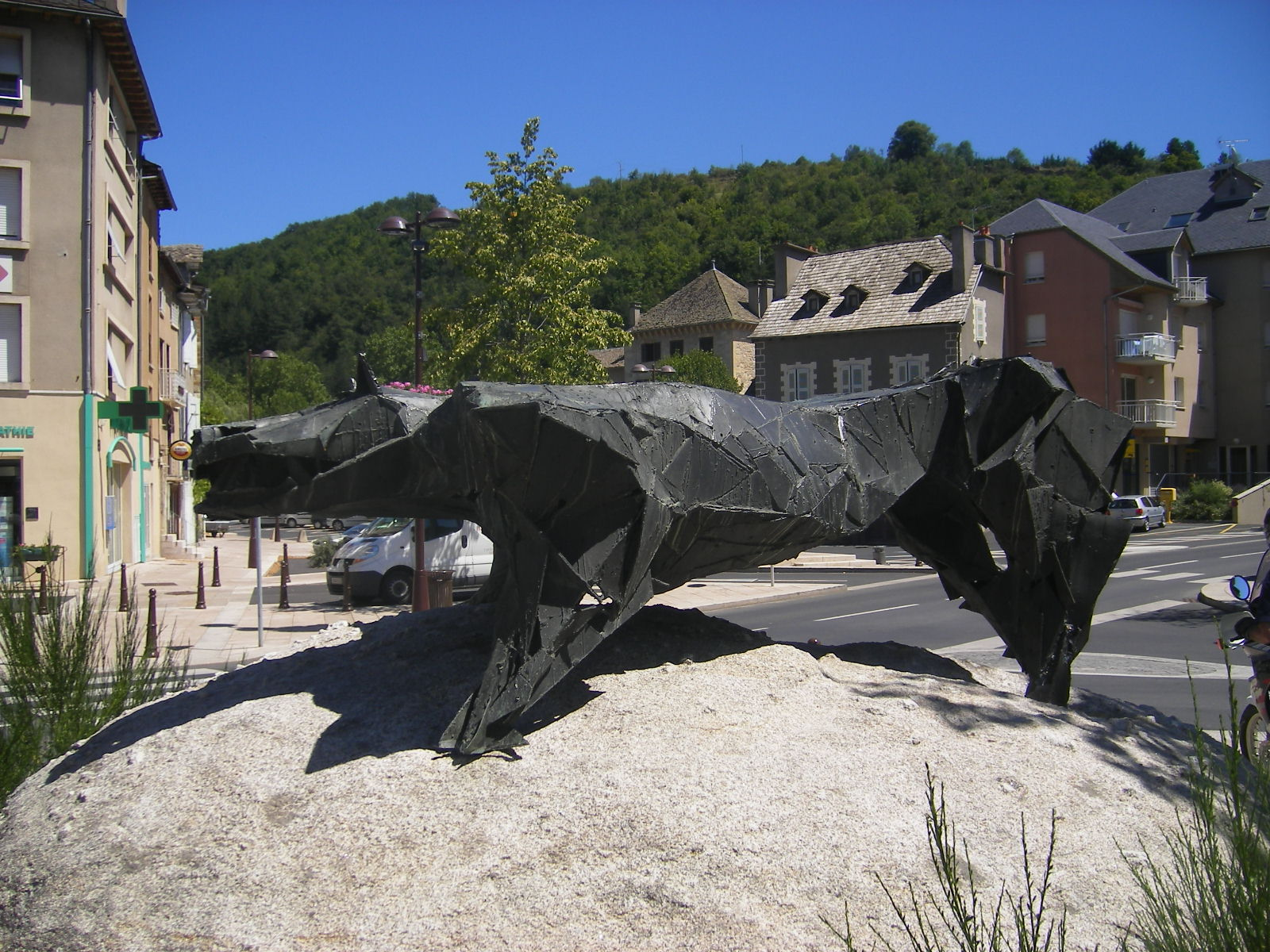
Памятник жеводанскому зверю
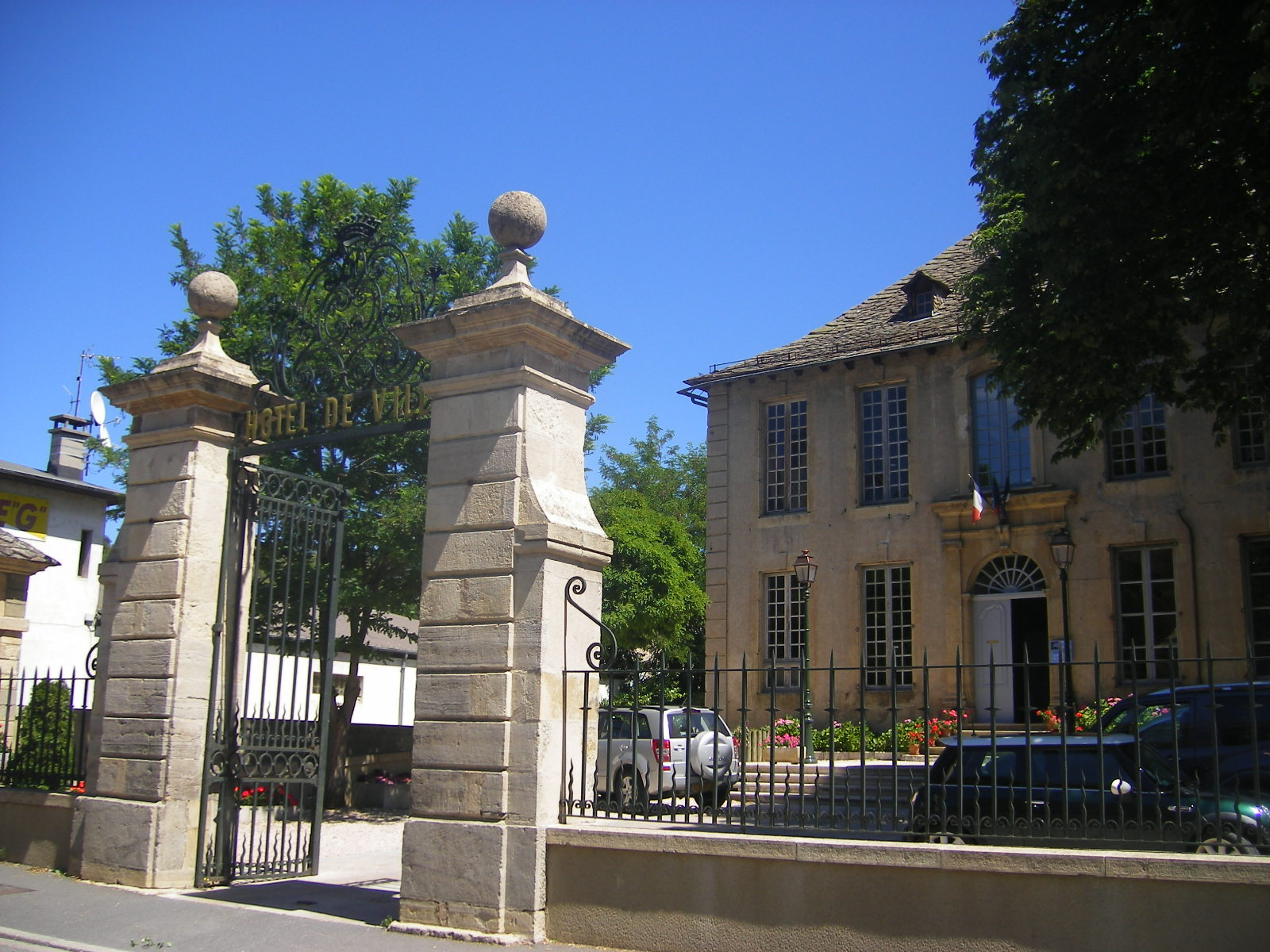
Мэрия